# تیریل اکوف
تیریل اکوف (نروژی: Tiril Eckhoff؛ زادهٔ ۲۱ مهٔ ۱۹۹۰) ورزشکار دوگانه اهل نروژ است.